# Anaptomecus
Genre
Anaptomecus est un genre d'araignées aranéomorphes de la famille des Sparassidae.

## Distribution
Les espèces de ce genre se rencontrent en Équateur, en Colombie, au Panama et au Costa Rica.

## Liste des espèces
Selon World Spider Catalog (version 19.5, 14/11/2018) :
- Anaptomecus levyi Jäger, Rheims & Labarque, 2009
- Anaptomecus longiventris Simon, 1903
- Anaptomecus paru Guala, Labarque & Rheims, 2012
- Anaptomecus suni Guala, Labarque & Rheims, 2012
- Anaptomecus temii Jäger, Rheims & Labarque, 2009
- Anaptomecus yarigui Galvis & Rheims, 2018

## Publication originale
- Simon, 1903 : Descriptions d'arachnides nouveaux. Annales de la Société entomologique de Belgique, vol. 47, p. 21-39 (texte intégral).